# Ion Iucal
Ion Iucal, romunski general, * 1895, † 1983.